# Dům Budovců z Budova
Dům neboli palác Budovců z Budova je objekt stojící v ulici Týnská na Starém Městě v Praze 1. Od roku 1964 je kulturní památkou.

## Historie

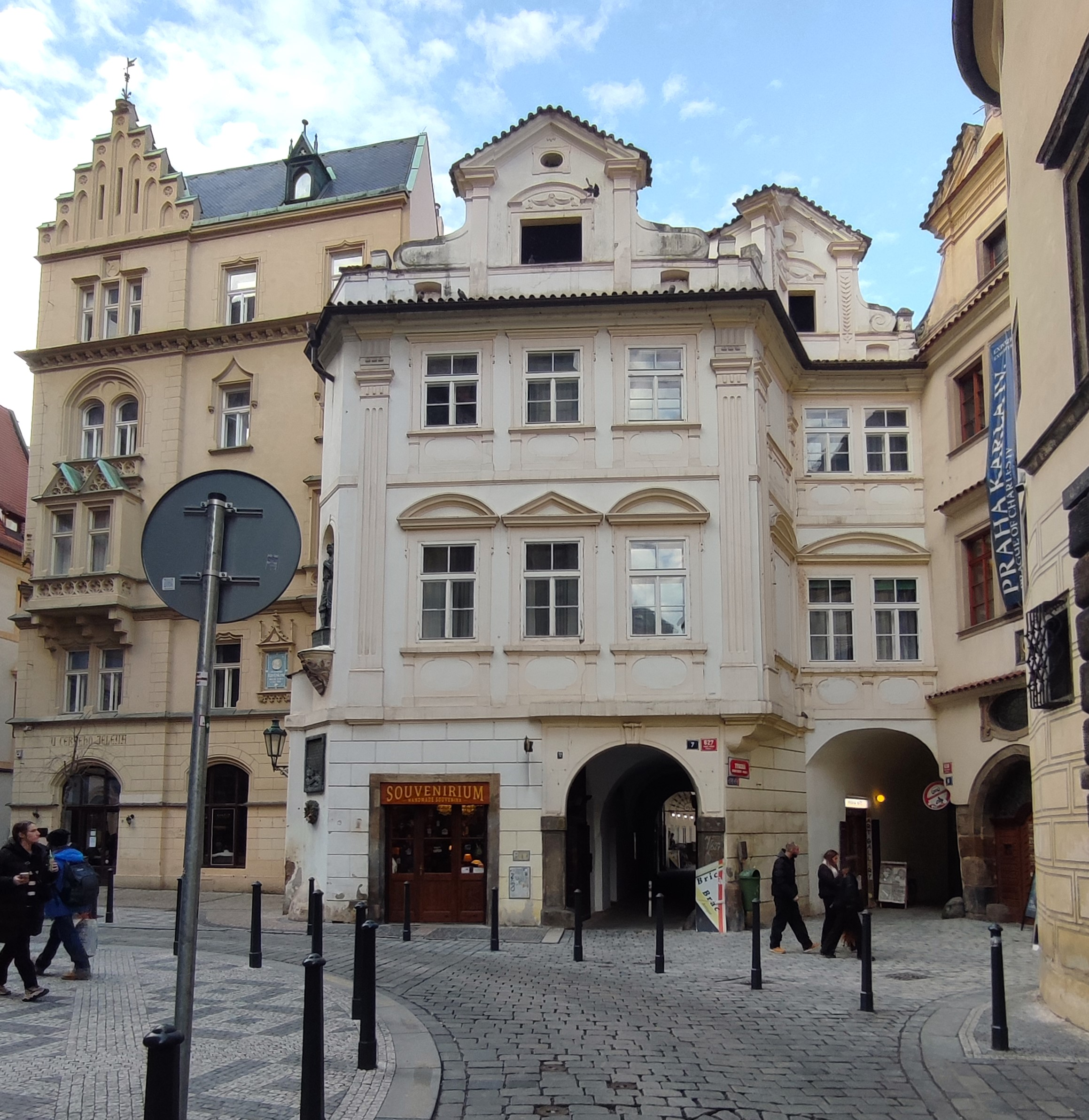
Průčelí

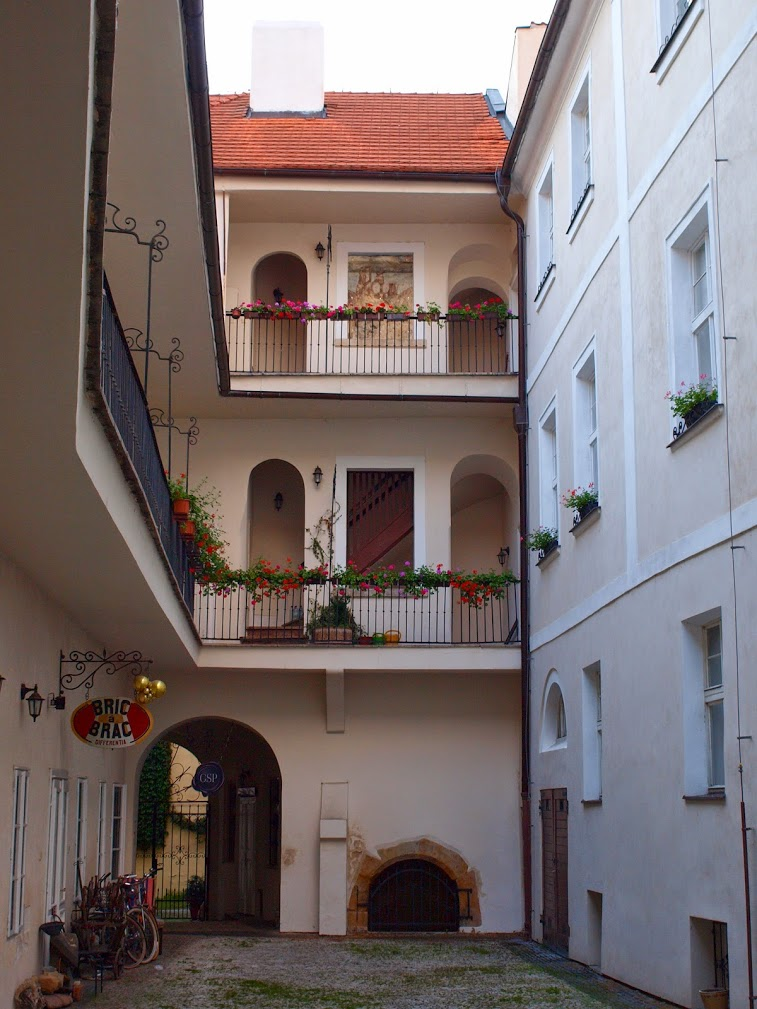
Nádvoří domu Budovců z Budova

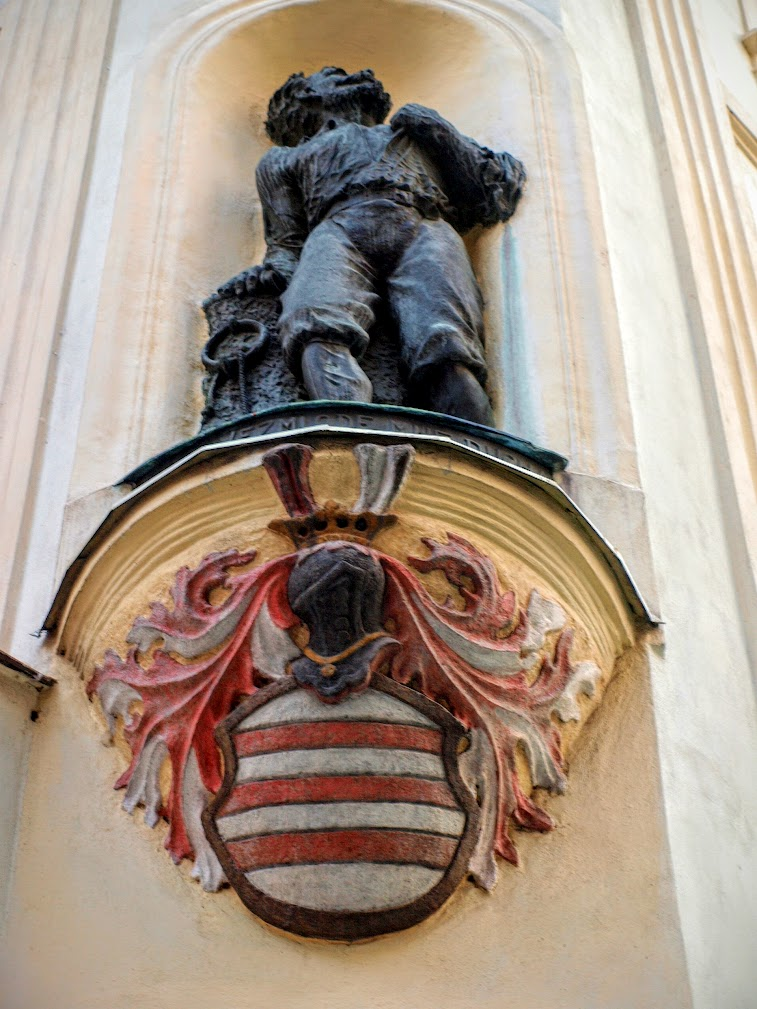
Antonín Bílek: Socha Václava Budovce z Budova s rodovým erbem

V místě dnešního paláce Budovců z Budova stával od 14. století gotický dům, postavený v době panování krále a císaře Karla IV., prvním písemně známým majitelem domu byl Meinlin Lekschet k roku 1361, další Prokop Long a v roce 1405 jeho syn Hanuško.
Dům v průběhu let několikrát změnil majitele. Roku 1616 jej vlastnil zemský fyzikus Jakub Lavín z Ottenfeldu. Po něm roku 1617 připadl Anně Budovcové  z Vartemberka, manželce českého šlechtice  Václav Budovec z Budova (28. srpna 1551 – 21. června 1621), který se aktivně podílel na českém stavovském povstání. Za neposlušnost císaři Ferdinandovi II. byl po porážce stavů v bitvě na Bílé hoře v listopadu 1620 Václav Budovec z Budova v roce 1621 popraven na Staroměstském náměstí společně s dalšími 26 pány. Po jeho smrti nebyl dům zkonfiskován, protože patřil vdově Anně Budovcové z Budova. Ta jej v roce 1628 prodala hraběnce Anně Marii z Nagerollu, rozené z Hasenburka.  Po ní dům koupili Klebelsbergové, Jan Oldřich a po něm do roku 1689 jeho syn František Mikuláš.
Dům byl ještě několikrát architektonicky upravován, od roku 1777 jej vlastnil stavitel Filip Heger, který mu pravděpodobně vtiskl barokní podobu z 18. století. Na počátku 19. století byl dostavěn pavlačový vnitroblok. Roku 1918 dům získali manželé Hlaváčkovi. Antonín Hlaváček byl majitelem výrobní firmy Helligon, vyrábějící akordeony. Manželé Hlaváčkovi roku 1927 dali na vlastní náklady zhotovit v dílně Antonína Bílka zhotovit litinovou sochu Václava Budovce s nápisovou pamětní deskou na soklu. Nápis zní:
Vlastníkem tohoto domu byl Václav Budovec z Budova, pán na Mnichově Hradišti, Klášterci a Zásadce. Narodil se 1547 a byl druhým mezi popravenými 27 českými pány, kteří krváceli na popravišti dne 21.6.1621 za svobodu své víry a za práva zemská. Ant. Bílek, 1927.

## Současnost
V přízemí domu po dvě desetiletí sídlila kavárna, nyní je adaptován na apartmány.